# Pygathrix
Pygathrix (Дюк) — рід приматів фауни Старого Світу з родини Мавпові (Cercopithecidae). Рід включає 3 види, які живуть в Південно-Східній Азії. грец. πυγή — «круп», грец. θρίξ — «волосся».

## Вигляд
У всіх видів сірий корпус і білий хвіст. Довжина тіла 61—7 см, хвіст такий же, як тіло. При середній вазі 11 кг у самців вони важчі, ніж самиці (близько 8 кг).

## Стиль життя
Населяє тропічні ліси як первинні, так і вторинні. Ці тварини травоїдні, денні й живуть переважно на деревах. Вони живуть групами до 50 тварин, які складаються з одного або кількох самців, вдвічі більше самиць і декілька неповнолітніх. Самці очолюють групи і патрулюють територію задля виявлення загроз. У разі загрози вони кричать і підстрибують на гілках, щоб дати можливість самицям і дітям утекти. Це дуже мирні тварини. Знайдена їжа щедро ділиться і всі члени групи піклуються про дитят і грають з ними.

## Життєвий цикл
Після приблизно 170—190-денного періоду вагітності одне (рідко два) дитя народжується. Вони чіпляються за живіт матері, а потім решта членів групи піклується про дитинчат. У близько чотири роки вони стають статевозрілими. Їхня тривалість життя в неволі становить близько 20 років.

## Загрози
Усі види перебувають під загрозою чи критичною загрозою зникнення. Збезлісіння — основна загроза для виду, хоча вид захищений, на нього все ще полюють за їх хутро.

## Види
За МСОП є 3 сучасних види роду:
- - Pygathrix cinerea
  - Pygathrix nemaeus
  - Pygathrix nigripes